# Sergio Tarquinio
Sergio Tarquinio (Cremona, 13 ottobre 1925) è un pittore, incisore e illustratore italiano fra i principali esponenti della xilografia a legno perso e dell'illustrazione d'avventura, in particolare western, del secondo dopoguerra..

## Biografia
Sergio Tarquinio è l’ultimo dei sette figli di Giovanna Orlando (1885 - 1958) e di Tito (1872 - 1936), di professione commerciante. Il primogenito Enzo Tarquinio è stato un pittore e decoratore.

### Infanzia e adolescenza
I genitori si trasferiscono da Udine a Cremona nel 1910, città nella quale l’anno successivo nasce il secondogenito Enzo. Il padre apre un'attività commerciale che fallisce nei primi anni ’30 in seguito alla crisi innescata dal fallimento della borsa di New York dell’ottobre del 1929. Nel 1936 Sergio si ammala gravemente e rimane ricoverato in ospedale per un mese e mezzo, in pericolo di vita. Nel frattempo, il 20 maggio, muore il padre. Sergio, nonostante la prognosi sfavorevole e la mancanza a quel tempo di medicinali efficaci, riesce a sopravvivere e a guarire. Ma la sorte si accanisce sulla famiglia; anche la madre e una delle cinque sorelle si ammalano gravemente e devono affrontare un lungo periodo di cure.
Terminati gli studi primari, Sergio è iscritto alla Scuola di Avviamento professionale e all’Istituto Tecnico “Ala Ponzone Cimino” nonostante il malcontento del ragazzo che preferirebbe proseguire gli studi in ambito artistico presso il Liceo di Parma. Ma le precarie condizioni economiche della famiglia che si ritrova in assoluta povertà non lo permettono e Sergio deve adeguarsi a questa scelta. Nel mese di marzo del 1944 si diploma Perito Industriale con il massimo dei voti
Durante l’infanzia e tutta l’adolescenza ama disegnare e acquerellare e già nel 1939-40, “Paperino Giornale” e “Topolino Gigante” pubblicano alcuni suoi lavori. Ai primi di maggio del ‘42 vince i Ludi Juveniles interprovinciali del disegno che gli consentono di partecipare alle finali di Firenze dove si classifica tra i primi venti. Sempre in quell’anno inizia da autodidatta a dipingere e a intagliare le sue prime xilografie.

### Il periodo militare
Nel marzo 1944 a diciotto anni e mezzo e subito dopo essersi diplomato, Sergio Tarquinio è chiamato alle armi. Dovrebbe partecipare al corso G.M.D.M. ma è imbarcato sul “Chisone”, una nave appoggio impiegata per il trasporto di materiali e di truppe. Il cargo militare salpa da Genova diretto a Tolone, ma durante il viaggio notturno l’imbarcazione è colpita alla prua da una bomba sganciata da un aereo ricognitore alleato. Rimorchiata nel porto di Tolone, è posta in bacino di carenaggio per le riparazioni. L’equipaggio è fatto rientrare in Italia tranne il primo ufficiale e quattro allievi, tra essi Tarquinio, che si occupano del servizio di guardia.
Quando il 29 aprile 1944 le sirene danno l’allarme per l’arrivo degli aerei nemici, Tarquinio e i commilitoni si rifugiano in un vicino bunker. Il bombardamento che segue causa l’affondamento della nave, privando i militari degli alloggi e degli indumenti. In seguito sarà loro assegnato provvisoriamente l’alloggio in un edificio danneggiato e disabitato dell’Arsenale.
All’inizio del mese di agosto, visto l’imminente sbarco degli alleati, l’ufficiale consegna ai quattro allievi il salvacondotto e il biglietto ferroviario per il rientro in Italia.
Tarquinio si reca a Loano presso una sorella, dove rimane fino alla fine di settembre quando le autorità militari gli danno il visto per tornare a Cremona. Si presenta nella sede del comando tedesco ed è assegnato alla sezione cartografica che successivamente è trasferita a Sorgà in provincia di Verona dove Sergio rimane fino all’aprile del 1945. Quando la guerra è alle estreme battute, Tarquinio e gli altri commilitoni ricevono dal comando tedesco il via libera per tornare a Cremona. Percorrendo di notte strade secondarie in bicicletta, arrivano in città il 26 aprile.

### Il primo dopoguerra
Terminato il conflitto, la necessità impellente di Tarquinio è quella di trovare un’occupazione. Prova con la pittura, fa insegne e cartelloni per bar e per attività commerciali varie e anche un affresco, un fregio di putti per la Chiesa dei Camilliani. Ma tutto è provvisorio e incerto, di sicuro non quanto desiderato. Vista l’abilità di Tarquinio per il disegno, un amico gli suggerisce di tentare nel campo dell’illustrazione d’avventura. Così, nell’ottobre 1945 disegna le prime due tavole western, si reca a Milano dove si trovano i principali editori del genere e si presenta all'Editoriale Dea Moda di Pierotti Cei che pubblica un giornalino per ragazze intitolato “La Vispa Teresa”.
Nonostante il pessimismo di Tarquinio, le tavole western sono sufficienti a convincere l’editore che gli affida un soggetto da disegnare. È il 3 novembre 1945 e quel giorno inizia l’attività d’illustratore d’avventura che costituisce il suo impegno quotidiano per oltre quarant’anni, concluso nell’aprile 1988.

### La parentesi argentina
Nel maggio del ’48, riceve un’offerta per andare a lavorare a Buenos Aires, all’”Editorial Abril”. Il 29 luglio 1948 s’imbarca a Genova sulla motonave "Sestriere" e il 22 agosto sbarca nella prospera e frenetica Buenos Aires. Si presenta all’Editorial Abril, che si occupa di libri per bambini, fumetti e fotoromanzi dove incontra il direttore e co-fondatore Cesare Civita (1905 - 2005) e il direttore editoriale Loewenthal che gli propongono di fare una copertina. Tarquinio la disegna, piace all’editore e da lì inizia la collaborazione con l’Abril nonostante abbia ricevuto offerte anche da altri editori. All’Editorial Abril le cose vanno molto bene e l’attività è frenetica grazie anche all’esperienza e all’inventiva dell’editore Civita, che importa dall’Italia la maggior parte delle storie che edita. Visto il successo delle pubblicazioni, Civita decide di avvalersi anche di disegnatori e scrittori di storie d’avventura italiani. Così nel dicembre ’50 arriva a Buenos Aires il gruppo veneziano fondatore della testata “Albo Uragano” che dal 1947 diventa “Asso di Picche”. Ne fanno parte Mario Faustinelli (Venezia, 08.11.1924 - Milano, 11.07.2006), Alberto Ongaro (Venezia, 22.08.1925 - 23.03.2018) e Hugo Pratt (Rimini, 15.06.1927 - Losanna, 20.08.1995). Nel settembre 1951, chiamato da Pratt, si aggiunge al gruppo Ivo Pavone (Taranto12.11.1929 - Venezia, 20.11. 2020).
Sergio Tarquinio fa la loro conoscenza in redazione il giorno successivo al loro arrivo. Dopo una prima istintiva e breve diffidenza i quattro diventano amici, si frequentano e collaborano attivamente.
I tre veneziani affittano una villetta ad Acassuso, sobborgo residenziale a 20 chilometri dalla capitale. L’ampio soggiorno con in mezzo un grande tavolo diventa l’ambiente per il lavoro, per le discussioni sull’arte e letteratura e anche per le feste. Tarquinio si reca ad Acassuso il venerdì sera o il sabato mattina e vi rimane fino al lunedì, spesso accompagnato dai giovani disegnatori che gli sono stati affidati dall’Abril per la loro formazione. Tra essi: Daniel Haupt (Buenos Aires, 1930), i fratelli Guglielmo (Roma, 11.01.1926 - Roma, 02.02.2006) e Giorgio Letteri (27.08.1921 - 2014), Giordano Horacio Porreca (Munro, B.A. 23.12.1929 - 11.1995), Victor Hugo Arias e altri. Nasce così quella che è comunemente nota come la "Scuola italiana del fumetto sudamericano" altrimenti conosciuta come “Escuela de Acassuso”.
Nel gennaio 1951 la madre e la sorella Andreina raggiungono Sergio in Argentina. Ma il loro soggiorno non è sereno perché il clima umido di questa zona nuoce alla loro salute e sarà, insieme alle svalutazioni del pesos e all’inquietante parallelismo del peronismo all’Italia del ventennio, una delle cause che inducono Tarquinio, senza rimpianti, al ritorno in Italia.
Il 17 maggio 1952 Tarquinio, con la madre e la sorella s’imbarca sulla Motonave “Sises” per il viaggio di ritorno. La maggior parte della sua produzione artistica di questo periodo è lasciata in Argentina per effetto delle leggi in vigore e delle difficoltà burocratiche alla loro esportazione.
«…il primo a giungere [in Argentina] fu Sergio Tarquinio, che va considerato come il rompighiaccio e battistrada "vero", nel senso che fu poi sulla sua scia che si ebbe quel significativo flusso di autori italiani che, per il fumetto argentino, produssero una mole davvero ingente di lavoro, imprimendogli inoltre un marchio stilistico di qualità non effimera».

### Il rientro in Italia
Dopo ventidue giorni di navigazione la M/n “Sises” ormeggia nel porto di Genova l’8 giugno e già il giorno successivo la famiglia Tarquinio respira l’aria di Cremona. Dopo due o tre giorni, Tarquinio si reca a Milano dove riprende i contatti con la Casa Editrice Mediolanum - Dardo di Gino Casarotti che riaccoglie Tarquinio e gli affida nuovamente il lavoro d’illustratore.
La vita di Sergio Tarquinio negli anni ’50 è caratterizzata da un forte impegno lavorativo che spesso lo occupa anche la domenica; avendo egli contratti non in esclusiva accetta collaborazioni da più editori. Conosce così diversi illustratori, sceneggiatori e scrittori di storie d’avventura. E non trascura la pittura e l’incisione alle quali dedica diverse ore giornaliere, senza dimenticare l’impegno per le mostre e i concorsi ai cui non intende rinunciare.
Un grave lutto lo colpisce il 20 luglio ’58 quando muore la madre Giovanna.
Nella primavera del ‘57 conosce a Milano l’editore Sergio Bonelli (Milano, 2.12.1932 - Monza, 26.09.2011), al quale lega in esclusiva la sua attività d’illustratore e condivide con lui una sincera e duratura amicizia. La Casa delle Edizioni Audace/Araldo/Cepim garantisce a Tarquinio gli emolumenti che gli consentono di vivere più che dignitosamente e di pianificare l’acquisto della propria abitazione.
Non appena il lavoro gli concede qualche giorno di libertà, Sergio Tarquinio da solo o in compagnia di amici si tiene aggiornato sull’arte visitando vari musei, gallerie e mostre. Compie alcuni viaggi di studio-lavoro in Svizzera, a Parigi, a Monaco di Baviera dove visita la Kunsthaus, la grande mostra di Gauguin e lo “Schwabing”, il quartiere degli artisti. Per dipingere soggiorna per un po’ alle isole Canarie, da qui si reca a Villa Cisneros nell’allora Sahara Spagnolo; viaggia poi in Russia e in Bulgaria.
Ma forse il viaggio più emozionante sia per i ricordi del suo passato di guerra, sia per la rivelazione che la tecnica xilografica a colori che pure egli pratica vive un momento di grande notorietà, è quello compiuto nel sud della Francia. Visitando una mostra di linoleografie a colori di Picasso a Cannes, nel gennaio del ’61, scopre che anche l’artista spagnolo utilizza il metodo a “matrice persa”.

### La maturità
Dal 1963 al 1995 Sergio Tarquinio svolge l’attività non continuativa d’insegnante di pittura e di materie incisorie, promuovendo la fondazione del “Gruppo Artistico Cascinetto Ai suoi allievi cerca di trasmettere la maggior parte di quelle nozioni teoriche e tecnico-pratiche, sempre nel rispetto dell’orientamento estetico di ciascuno, che permettano di intraprendere un percorso artistico.
Nel 1966 Sergio Tarquinio sposa Giovanna Piazzi e lo stesso anno il matrimonio è allietato dalla nascita del figlio Marco.
Nello stesso anno inizia a illustrare la Storia del West, pubblicazione delle Edizioni Araldo di Sergio Bonelli ideata da Gino D’Antonio, per la quale disegna 34 dei 73 albi pubblicati. Questa serie, ritenuta una delle migliori del periodo, impegna Tarquinio fino al 1980. 
«Attento, puntualissimo e scrupoloso ma anche incredibilmente disciplinato, divideva le sue giornate dedicando soltanto le ore del mattino alle pagine dei nostri comics e riservando il tempo libero alle vere, grandi passioni della sua vita: l’incisione e la pittura».
Nel 1988, dopo oltre quarantadue anni di lavoro, Tarquinio decide di concludere il suo impegno nel campo dell’illustrazione, per dedicarsi completamente all’arte. Del 2012 sono le ultime incisioni e nel 2017, in seguito a problemi con la vista è costretto a lasciare anche la pittura.

## Opera artistica

### Pittura
Il 1942 è l’anno in cui inizia a dipingere a olio i primi ritratti a figura intera. In seguito egli tenta, vanamente, di sostenersi materialmente con la sola attività artistica ma una volta scelta definitivamente l’illustrazione d’avventura quale “lavoro”, non manca di dedicarsi quotidianamente alla pittura e all’incisione, sue vere e principali passioni.
Negli anni ’50 “italiani” partecipa a varie mostre collettive nelle quali presenta opere pittoriche prevalentemente incentrate sul paesaggio padano e sulla vita dei lavoratori del Po: pescatori, ghiaiaioli e alatori, che sono la realtà più sfortunata che esiste al tempo nella sua zona e alla quale si sente vicino.
Nel 1954, transitando per una via di Cremona, Tarquinio vede una casa demolita per far posto a nuovi alloggi, già abitata fino a poco tempo prima da una famiglia di amici. La visione gli procura una forte emozione. Ha così inizio la serie di dipinti ispirati alle “Demolizioni” a alle “Fabbriche abbandonate” e in seguito alle “Cattedrali abbandonate”, che continua fin verso il ’64.
La biennale veneziana del 1964 ha un’influenza importante per Sergio Tarquinio il quale percepisce la gravità dell’inquinamento del pianeta e l’assurdità del consumismo, realtà in precedenza non affrontate ma già considerate dopo la lettura de “La terra desolata” del poeta Thomas Stearns Eliot (1888 - 1965).
Nascono allora i dipinti che trattano l’argomento ecologico dell’ambiente, il degrado dei cimiteri di rottami e delle carcasse di ecomostri creati dalla cultura del consumo. Il tema è trattato e sviluppato fino all’inizio degli anni ’80.
Nell’opera pittorica di Tarquinio sono numerosi i dipinti ispirati da molteplici riferimenti culturali e da letture sia di autori moderni sia di autori classici. Nella seconda metà degli anni ’60 rivisita in chiave ironica e fantastico-grottesca alcuni personaggi classici: Antistene, Ulisse, Anassimandro, Tacito per arrivare ai più moderni Proust e Kafka. Dalla lettura di Eliot nascono i dipinti riferiti a Fleba, “il fenicio morto per acqua” e a Tiresia, il mitologico indovino cieco che secondo il mito visse entrambi i generi, sia maschile, sia femminile per sette anni.
Il primo trapianto di cuore del 1967 è lo spunto per dare inizio alle serie dei “Trapianti” e degli “Innesti”, culminate a metà anni ’70. L’”Alfabeto della natura”, è un altro tema di questo fecondo periodo. Dai primi anni ’90 Tarquinio affronta un tema complesso e difficile legato alla memoria, ai ricordi. Sono le “Gabbie della memoria”, risolte poi con la successiva serie titolata “Uscita dalle gabbie” composta di trentacinque acquerelli su carta del 2013.
La pittura a tema religioso-sacro è praticata da Tarquinio lungo tutto l’arco del suo operato artistico. In particolare, le sue numerose crocifissioni, cariche di tensione emotiva, sono impregnate di una profonda pietà unita a una forte caratterizzazione espressionistica e simbolica.
Sergio Tarquinio ama dipingere per cicli, come una serie di racconti che si sviluppano nell’arco di alcuni anni. È l'esigenza di narrare e con questo di dare forma e contenuto a immagini che vanno oltre il dato iconografico, per creare una emozione che colpisca l’osservatore.
Tarquinio è un pittore accostato alla corrente artistica conosciuta come “Nuova Figurazione”, che lo stesso artista, a margine di una manifestazione estemporanea di pittura, così definisce: «… corrente che ricerca gli spazi scanditi dalla memoria, una realtà che vive, per buona parte, solo nella memoria, una realtà continuamente reinventata. Mi basta vedere qualcosa e poi dipingo, come in sogno, quello che ricordo, che mi è rimasto dentro».
Egli utilizza tutte le tecniche pittoriche dall’affresco alla tempera, dall’olio all’acquerello, al guazzo ecc.

### Xilografia
Gli inizi dell’opera xilografica sono pressoché coevi a quelli dell’opera pittorica, il 1942, quando nella biblioteca scolastica gli capita tra le mani un libretto intitolato “La Xilografia - Trattato teorico pratico” scritto dall’architetto, xilografo e illustratore Giulio Cisari (Como, 1892 - Milano, 1979) per i noti manuali dell’Editore Hoepli.
Così, dopo essersi costruito gli attrezzi da intaglio e procurati i primi legnetti nel laboratorio di falegnameria della scuola, sempre da autodidatta, si accinge ad asportare i primi riccioli di legno. Uno dei problemi più grossi è la stampa, che a causa delle sue condizioni economiche deve quasi elemosinare presso una tipografia, che si riserva alcuni giorni per stampargli tre o quattro copie. Tentativi su tentativi che gli consentono di realizzare, già nel 1942, quattro xilografie: “Sancho Pancia”, “Cortile”, “Cavallo nella stalla” e “Paese”. Altre quattro le realizza l’anno successivo e stesso numero negli ultimi due anni di guerra (1944-45).
Nel primo dopoguerra Tarquinio realizza per “Gamma”, la rivista dei periti industriali di Cremona, alcune xilografie a corredo del racconto sul suo periodo militare e la “testata” della pubblicazione. Tutte le xilografie che realizza fino al 1948 sono in bianco-nero ma la sua grande aspirazione è quella di realizzarle a colori. Affronta le prime prove che proseguono durante il soggiorno a Buenos Aires, concretizzate poi con la creazione di una decina di xilografie a “legno perso”. Tra le poche portate in Italia si computano solamente: “Ballo indio” (1950) e “Suonatori” (1951), le altre sono rimaste in Argentina.
Rientrato a Cremona continua a incidere e intagliare e, grazie a un manico di scopa (o un matterello da cucina) che faticosamente riesce a infilare nel tubolare di una gomma per motocicletta, si costruisce un rullo per stampa che gli permette di affrancarsi dalla tipografia e stampare manualmente le proprie opere. La difficoltà maggiore che affronta stampando i colori senza il torchio è la messa a registro durante i passaggi in stampa, che risolve con l’utilizzo di bastoncini di legno con infilati alle punte degli spilli. Egli incide qualsiasi tipo di legno idoneo che riesce a trovare in un deposito di legname di Cremona e anche i supporti in legno dei cliché. Dal momento che Tarquinio stampa a mano le matrici che incide, quando gli è possibile, riutilizza gli stessi blocchi per altre incisioni, limitandosi ogni volta a farli piallare in falegnameria, non dovendo rispettare l’altezza tipografica di circa 23 millimetri.
Gli anni ’50 sono particolarmente fecondi: le xilografie intagliate da Tarquinio solo in quel decennio ammontano a circa una sessantina. La produzione xilografica complessiva stimata dall’artista, inclusi gli ex libris e le stampe d’occasione, assomma a più di duecento opere. 
Per le attuali conoscenze, Tarquinio ha iniziato a realizzare opere xilografiche a colori con il procedimento a “legno perso” (o “matrice unica”) alcuni anni prima di Picasso. Per tale motivo, nel campo della xilografia, è da considerare un innovatore.

### Calcografia
La prima incisione calcografica risale al periodo antecedente la fine della guerra, una puntasecca su zinco dov’è ritratto “Birbo”, il bracco di famiglia. Ma è solo nel dopoguerra che Tarquinio inizia a interessarsi in modo regolare alle tecniche in cavo. Conosce il calcografo milanese Carlo Gelmetti, trapiantato a Cremona in seguito agli eventi bellici, casualmente entrambi nella sede del periodico “Cremona Nuova”, dove Tarquinio vede per la prima volta un laboratorio di incisione e le attrezzature per la stampa. Gelmetti gli fa fare delle prove d’incisione e gli stampa quelle meglio riuscite. Tarquinio osserva attentamente i vari processi e fissa nella mente le spiegazioni e i consigli che Gelmetti gli suggerisce.
Incidere all’acquaforte è il passaggio successivo, ma è una tecnica che richiede varie attrezzature e prodotti particolari quali l’acido nitrico o le vernici coprenti. Qualcosa se lo procura, altro è preparato artigianalmente in casa, come le punte da incisione che da buon perito meccanico qual è si costruisce.
Sul retro di vecchi cliché recuperati, cominciano i primi tentativi di segno e di morsura, per poi rivolgersi alla stamperia per la prova di stampa. Le prime acqueforti sono un “omaggio” a Giorgio Morandi, del quale ha studiato minuziosamente la tecnica degli incroci dopo aver visto una sua mostra. Dopo la puntasecca, seguono i primi esperimenti con l’acquatinta, lo zucchero e la vernice molle.
Nel 1957 rileva a prezzo di favore, un torchio litografico e calcografico “Otto-Mandelli” che gli consente di provvedere in autonomia alle prove di stampa, alle tirature definitive sia monocolori, sia a più tinte.

### Litografia
Realizza le sue prime litografie a Buenos Aires durante il soggiorno argentino, con la collaborazione dello stampatore Vicente Corrias, “grabador” che aveva il laboratorio al Barrio Avellaneda, fuori città. Di queste opere “argentine” ne sono pervenute solamente due grazie alla sorella Andreina che, all’insaputa di Sergio, nasconde le lastre nella valigia e le porta a Cremona. Sono “Baile del Pañuelito” (1949) che ritrae il ballo di una giovane donna attorniata dai musicanti con i loro strumenti caratteristici e “El mercadito” (1949-50), dove è rappresentato un piccolo mercato con una venditrice di vasi.
Rientrato in Italia, Tarquinio ha la possibilità di praticare la litografia d’arte grazie a Dante Persico, che gli mette a disposizione il suo laboratorio e il suo miglior tecnico litografo il quale conosce tutti i segreti delle pietre litografiche, a partire da quelle pregiate di Solnhofen, alle grigie e alle finissime azzurre con le loro diverse graniture. È esperto nella “preparazione” della pietra con la gomma arabica e l’acido nitrico e nel riutilizzo della stessa una volta completata la fase di stampa e ha la completa padronanza sull’uso dei colori litografici. Tarquinio conosce già tutti i vari procedimenti e con la loro collaborazione realizza stampe anche a più colori per manifesti, etichette, calendari, locandine ecc.
Dopo un paio di memorabili anni, nella primavera del ’54, Tarquinio è costretto a lasciare quest’attività a causa del lavoro d’illustratore che lo impegna molto.
L’esperienza maturata in Argentina insieme a quella cremonese gli consente in seguito, grazie anche all’acquisto del torchio lito-calcografico, di creare singole stampe d’arte su lastra di zinco. Prende parte, anche con altri artisti, all’edizione di alcune cartelle.

### Illustrazione d’arte
L’illustrazione è un’attività quantitativamente rilevante svolta da Sergio Tarquinio, tuttavia è necessario distinguere tra l’“illustrazione artistica” e l’“illustrazione d’avventura” o fumettistica in genere.
La ragione di questa distinzione è dovuta al fatto che lo stesso Tarquinio non considera arte la seconda: «Con il fumetto narro senza esprimermi sul piano estetico con la pittura è l’inverso. Penso di essere un onesto artigiano del fumetto nel quale non ho mai cercato una ragione estetica di espressione. Se dovevo dire qualcosa di intimo e di personale, lo dicevo con la pittura»
Non la considera arte perché l’illustrazione di storie per immagini è condizionata da molti fattori: dall’editore e dallo sceneggiatore, dal formato della pubblicazione, dalle esigenze commerciali, ecc. Questa attività, che pure gli procura un’indiscussa notorietà, per Sergio Tarquinio altro non è che il lavoro quotidiano che gli permette di mantenere decorosamente la propria famiglia.
Grazie alla grande abilità nel disegno e a ciò che la sua fertile fantasia gli suggerisce, ha eseguito numerose illustrazioni per varie pubblicazioni, quali riviste e quotidiani, manifesti ecc., e ha collaborato con i propri disegni illustrativi alle seguenti pubblicazioni librarie: “Ròbe de na vòolta”, “Pescherìa minüüda”, “Cremúna jèer e incoo”, “La classe degli asini”.
La conoscenza della storia della colonizzazione americana del west e delle caratteristiche etniche e culturali dei nativi americani gli ha consentito di realizzare, con grande fedeltà e bellezza, una serie di illustrazioni in tecnica mista che riproduce l’ambiente e le figure dell’epoca.

### Attività artistica e sua produzione
L’attività artistica svolta da Sergio Tarquinio è piuttosto vasta, tuttavia non è possibile fornire numeri esatti in quanto non sono state prodotte documentazioni adatte allo scopo. Secondo le stime dello stesso artista sono circa 700 le opere realizzate con le tecniche pittoriche, mentre per le tecniche calcografiche sono più o meno 280 le realizzazioni, inclusi gli ex libris, le stampe d’occasione, ecc.
La xilografia comprende circa 200 opere, tra queste, le 68 realizzate a colori con il metodo a “legno perso”, sono state documentate e pubblicate nel 2021.
Tutto il processo incisorio, dalla preparazione della lastra alla stampa finale, è generalmente realizzato dall’artista, spesso con limitati mezzi tecnici a disposizione.
Parte della produzione incisoria concorre a formare numerose cartelle pubblicate e 415 incisioni sono state donate nel 2002 al Museo Civico “Ala Ponzone” di Cremona.
Sue opere sono presenti in numerosi musei, pinacoteche, collezioni pubbliche e private, in Italia a all'estero.
Accanto alla produzione artistica è stata svolta un’intensa attività espositiva consistente in oltre 100 mostre personali (comprese quelle relative all'illustrazione d'avventura), 400 collettive e quasi 90 collettive relative solo agli ex libris, con la partecipazione a numerosi concorsi.